# Nannohelea fuscipennis
Nannohelea fuscipennis är en tvåvingeart som först beskrevs av Tokunaga 1964.  Nannohelea fuscipennis ingår i släktet Nannohelea och familjen svidknott. Inga underarter finns listade i Catalogue of Life.